# Missil
Et missil er et våben der kan styres i banen fra affyringsrampen til nedslaget – og har sit eget fremdriftssystem. Dog er torpedoer ikke missiler, da de er undervandsvåben. Overordnet set styres missiler på tre måder:
- Autostyring: (følger målets varmeudstråling eller radiosignaler, aktiv radar). Luftværns- og antiradarmissiler.
- Kommandostyring: (radio- eller trådstyret, laser- eller radarbelysning). Panser- og luftværnsmissiler, taktiske flymissiler.
- Programstyring: (forudprogrammering; radarreproduktion af flyveruten, astronavigation, hyperbelnet- eller inertistyring). ICBM, sømåls- og krydsermissiler.

I flere tilfælde styres missilet af en kombination af ovennævnte. Man inddeler missiler efter affyringsplatforme og mål:

## Luft til luft-missiler
Luft til luft-missiler anvendes primært af jagerfly, men kamphelikoptere kan også udstyres med disse. Amerikanske luft til luft-missiler klassificeres AIM- (Air-launched Interception Missile). Svenske missiler af alle typer hedder RBS (RoBotSystem), både svenskdesignede og licensbyggede. Sovjetiske luft til luft-missiler fik NATO-kodenavne begyndende med A, f.eks. Atoll og Pentagons kode for samme missil var AA-2 (Sovjetunionen benævnte selv missilet K-13).
- AIM-9 Sidewinder, infrarødt.
- AIM-54 Phoenix, langtrækkende til US Navys F-14 Tomcats.
- AIM-120 AMRAAM, nyeste til Flyvevåbnets F-16 jagere.
- Matra R.530, fransk radarstyret.
- Matra R.550 Magic, fransk infrarødt.
- Rafael Shafrir, israelsk infrarødt.

## Luft til jord-missiler
Luft til jord-missiler kan være små og taktiske såsom AGM-65 Maverick mod broer og kampvogne. De kan også være store og strategiske, såsom AGM-28 Hound Dog, på størrelse med jagerfly. Luft til jord-missiler anvendes også til nedkæmpning af luftforsvarets radarer. Franske luft til jord-missiler benævnes f.eks. AM.39 Exocet (Air-Mer – mod skibe) og AS.12 (Air-Sol) til helikopteraffyrede panserværnsmissiler. Sovjetiske luft til jord-missiler fik NATO-kodenavne begyndende med K, f.eks. Kennel og Pentagons kode for samme missil var AS-1 (Sovjetunionen benævnte selv missilet KS-1 Kometa – komet).
- Hs 293, nazitysk taktisk missil.
- Fritz X, nazitysk sømålsmissil.
- Yokosuka Ohka, bemandet sømålsmissil – 1945.
- AGM-12 Bullpup, tidligere anvendt af Flyvevåbnet.
- AGM-45 Shrike, anti-radarmissil med begrænset succes i Vietnamkrigen.
- AGM-88 HARM (High-speed AntiRadiation Missile).
- ALARM, britisk anti-radarmissil.
- AS.37 MARTEL (Missile Anti-Radar and TELevision), fransk-britisk antiradarmissil.
- AGM-84 Harpoon sømålsmissil.
- Sea Skua, brugt af Royal Navys Lynxhelikoptere i Falklandskrigen.
- Sea Eagle, britisk sømålsmissil.
- RBS 15, svensk sømålsmissil.

## Jord til luft-missiler
Luftværnsmissiler benævnes også SAM (Surface to Air Missiles) og bruges mod fly (herunder helikoptere) og missiler. Amerikanske luftværnsmissiler klassificeres efter deres affyringsplatform;
- CIM-10 Bomarc affyres fra forseglet container.
- FIM-43 Redeye affyres fra skulderen.
- MIM-104 Patriot affyres fra mobile ramper.
- RIM-7 Sea Sparrow affyres fra skibe.
- LIM-49 Nike Zeus affyres fra nedgravede raketsiloer.

Sovjetiske luftværnsmissiler fik NATO-kodenavne begyndende med G, f.eks. Guideline. Pentagons kode for samme missil var SA-2 og den maritime udgave hed SA-N-2 (Sovjetunionen benævnte selv missilet S-75 Dvina).
- Rheinmetall Rheintochter Ferngelenkte Flakrakete, opgivet nazitysk optisk, radiostyret.
- Hs 117 Schmetterling, opgivet nazitysk optisk, radiostyret.
- Blowpipe, skulderaffyret fra Falklandskrigen.
- Rapier, brugt af Royal Artillery i Falklandskrigen.
- Sea Dart, brugt af Royal Navy i Falklandskrigen.
- Sea Wolf, brugt af Royal Navy i Falklandskrigen.
- (MIM-115) fransk-vesttysk Roland, nedskød et Sea Harrierfly i Falklandskrigen.
- MIM-3 Nike-Ajax tidligere opstillet af Luftværnsgruppen mod bombefly i op til 20 km højde.
- MIM-14 Nike-Hercules tidligere opstillet af Luftværnsgruppen mod ballistiske missiler i op til 45 km højde.
- MIM-23 HAWK tidligere opstillet af Luftværnsgruppen mod lavtgående fly i højst 25–35 km afstand.
- FIM-92 Stinger
- RBS 70 laserstyret, svensk mandbåret
- RIM-162 Evolved Sea Sparrow (ESSM) brugt af Søværnet.
- Buk M1 et sovjetisk/russisk luftværnsmissilsystem

## Jord til jord-missiler
Jord til jord-missiler kan være fra små, mand-bårne panserværnsmissiler til store, nedgravede interkontinentale dommedagsmissiler. Køretøjer, skibe, ubåde og evt. helikoptere kan også være platforme for jord til jord-missiler. Alle overflademål af en vis størrelse, herunder fly på jorden og uddykkede ubåde, kan være mål for jord til jord-missiler.

Amerikanske jord til jord-missiler klassificeres efter deres affyringsplatform:
- BGM-71 TOW ATGW affyres fra forskellige platforme.
- FGM-148 Javelin ATGW affyres fra skulderen.
- HGM-16 Atlas ICBM affyres udenfor deres raketsiloer.
- MGM-31 Pershing MRBM affyres fra mobile ramper.
- PGM-11 Redstone SRBM affyres fra stationære ramper.
- RGM-84 Harpoon affyres fra skibe.
- LGM-30 Minuteman ICBM affyres fra nedgravede raketsiloer.
- UGM-73 Poseidon SLBM affyres fra neddykkede ubåde.

Franske jord til jord-missiler benævnes:
- SS.11 (Sol-Sol) trådstyret panserværnsmissil.
- MM.38 Exocet (Mer-Mer) skib til skib.
- SM.39 Exocet (Sous-Mer) ubåd til skib.

Sovjetiske jord til jord-missiler fik NATO-kodenavne begyndende med S, f.eks. Satan (R-36 Dnepr) og Pentagons kode for samme missil var SS-18. Sømålsmissiler, som f.eks. Styx (P-15 Termit) fik Pentagonkoden SS-N-2. Deciderede panserværnsmissiler som Sagger (Maljutka – lille bitte) fik Pentagonkoden AT-3 (Anti-Tank).
- V1-missil nazitysk krydsermissil, videreudviklet af USA til MGM-1 Matador.
- V2-raket nazitysk SRBM, kopieret af sejrherrerne som Bumper og R-1.
- SS-1 Scud missil (R-11 Elbrus) SRBM.
- Cobra, schweizisk/vesttysk panserværnsmissil.
- MILAN (Missile d´Infanterie Léger ANtichar), fransk/vesttysk panserværnsmissil.
- RBS 56 BILL (Bofors Infantry Light and Lethal anti-tank missile).
- BGM-109 Tomahawk krydsermissil
- (AGM-119) Penguin, norsk sømålsmissil, også brugt af US Navys helikoptere.
- Gabriel, israelsk sømålsmissil fra Oktoberkrigen, 1973.
- UGM-84 Harpoon ubåd til skib.

## Diverse
Forskellige våben der er klassificeret som værende i missilgruppen i USA.
- MGR-1 Honest John artilleriraket med en rækkevidde på 24 km med 20 kt sprænghoved.
- AIR-2 Genie 1,25 kiloton sprænghoved detoneres tæt på bombeflyformationer.
- RUR-5 ASROC (Anti-Submarine ROCket) 10 kt sprænghoved eller målsøgende torpedo mod ubåde.
- FGR-17 Viper bazooka-lignende panserværnsraket.
- ADM-20 Quail B-52 bombefly havde fire af disse lokkedroner til at forvirre luftforsvaret (fejlklassificeret som missil).
- UUM-44 SUBROC (SUBmarine ROCket) affyres fra et torpedorør, 5 kt sprænghoved mod ubåde.
- AGM-62 Walleye tv-styret fritfaldsbombe (fejlklassificeret som missil).
- ASM-135 ASAT (Anti-SATellite) affyret fra F-15 Eagle-jagerfly mod satellitter i højst 1.000 km højde.